# Henrik-Steffens-Preis
Der Henrik-Steffens-Preis wurde 1936 von dem deutschen Unternehmer Alfred Toepfer, dessen politische Rolle und Einstellung in der Zeit des Nationalsozialismus umstritten ist, gestiftet. Er ist nach dem in Norwegen geborenen deutschen Philosophen Henrik Steffens benannt. Er wurde für kulturelle Leistungen in Dänemark, Schweden, Norwegen, Finnland und Island in der Kunst, dem Städtebau, der Landschaftsgestaltung, der Volkskunde und den Geisteswissenschaften prämiert.
Der Preis wurde jährlich vergeben, war zuletzt mit 20.000 Euro dotiert und mit einem einjährigen Studienstipendium an einer deutschen Hochschule verbunden. Die Preisverleihung erfolgte durch die Christian-Albrechts-Universität zu Kiel. 2005 wurde der Henrik-Steffens-Preis das letzte Mal verliehen.

## Preisträger
- 1936: Olav Duun, Norwegen

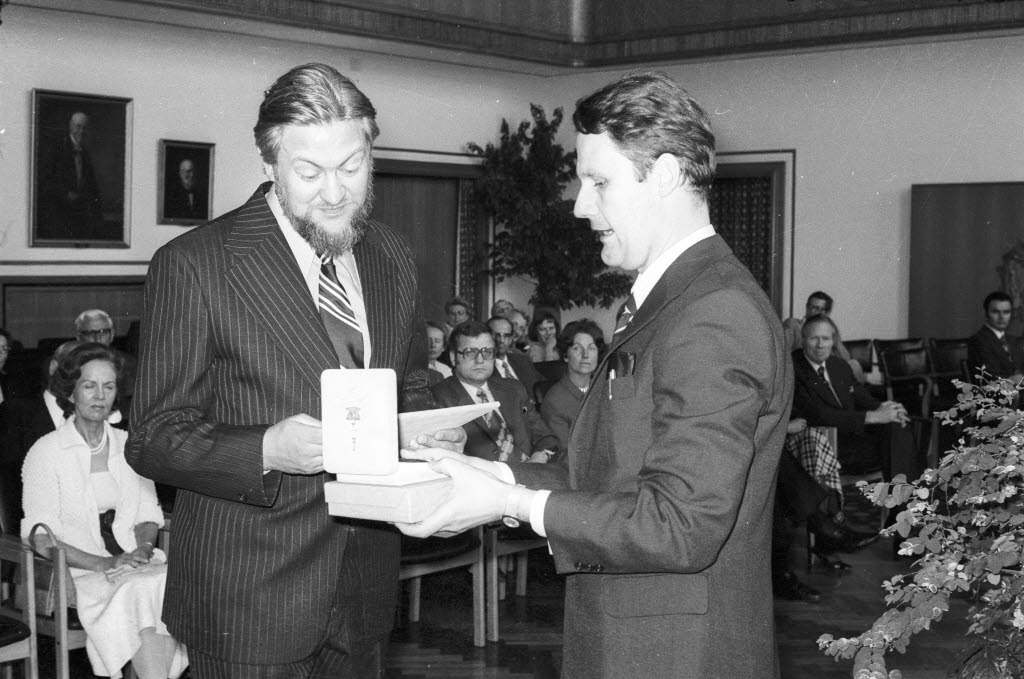
Preisverleihung an Hannes Pétursson 1975 in Kiel

- 1937: Gunnar Gunnarsson, Island, Dänemark
- 1938: Verner von Heidenstam, Schweden
- 1939: Maila Talvio, Finnland
- 1940: Erik Rooth, Schweden; Sven Tunberg, Schweden
- 1941: Svend Borberg, Dänemark
- 1942: Veikko Antero Koskenniemi, Finnland
- 1967: Johannes Edfelt, Schweden
- 1969: Carl-Henning Pedersen, Dänemark
- 1970: Magnús Már Larusson, Island
- 1971: Arvi Kivimaa, Finnland
- 1972: Harry Martinson, Schweden
- 1973: Rolf Nesch, Norwegen (in Deutschland geboren)
- 1974: Villy Sørensen, Dänemark
- 1975: Hannes Pétursson, Island
- 1976: Björn Landström, Finnland (Finnlandschwede)
- 1977: Hans Peter L’Orange, Norwegen
- 1978: K. E. Løgstrup, Dänemark
- 1982: Endre Nemes, Schweden
- 1984: Palle Nielsen, Dänemark; Stipendium: Dorte Dahlin, Dänemark
- 1988: Per Nørgård, Dänemark
- 1989: Sigurður Guðmundsson, Island
- 1990: Kalevi Aho, Finnland
- 1991: Erik Asmussen, Schweden
- 1992: Peter Seeberg, Dänemark; Stipendium: Niels Frank, Dänemark
- 1993: Arne Nordheim, Norwegen
- 1994: Ralf Långbacka, Finnland
- 1995: Suzanne Osten, Schweden
- 1996: Per Kirkeby, Dänemark
- 1997: Svava Jakobsdóttir, Island
- 1998: Jan Kjærstad, Norwegen
- 1999: Kain Tapper, Finnland
- 2000: Mats Ek, Schweden
- 2001: Per Øhrgaard, Dänemark
- 2002: Olav Christopher Jenssen, Norwegen
- 2003: Juha Ilmari Leiviskä, Finnland; Stipendium: Juhana-Henrik Tauno Heikonen, Finnland
- 2004: Katarina Frostenson, Schweden
- 2005: Olafur Eliasson, Dänemark